# A Looking in View
«A Looking in View» (с англ. — «Взгляд в дверной глазок») — песня американской рок-группы Alice in Chains, промосингл с альбома Black Gives Way to Blue (2009).

## История записи
Песня «A Looking in View» вошла в альбом Black Gives Way to Blue, вышедший в 2009 году и ставший первой студийной работой рок-группы Alice in Chains после смерти вокалиста Лейна Стейли. В 2005 году оставшиеся в живых музыканты впервые воссоединились на сцене после долгого перерыва, в 2006 году нашли постоянную замену солисту в лице Уильяма Дюваля, в 2007 году провели масштабный концертный тур с Velvet Revolver и в 2008 году начали работу над новым альбомом. «У нас не было лейбла, не было крайнего срока, не было внешней повестки, не было никого, перед кем нужно было бы отчитываться», — объяснял Дюваль.
Когда работа над пластинкой была закончена, в качестве промосингла была выбрана песня «A Looking in View» — тяжёлая семиминутная композиция, отличавшаяся от обычного репертуара радиостанций. По словам Джерри Кантрелла, песня была посвящена тому, «как просто погрязнуть в рутине». В центре композиции — человек, который остаётся на одном и том же месте, несмотря на то, что ничто не мешает ему выйти оттуда, переступить через себя или вырасти. «Будто бы ты находишься в камере, дверь в которую не заперта», — объяснял Кантрелл.

## Выпуск песни
В середине июня 2009 года на сайте Alice in Chains был опубликован фрагмент видеоклипа на песню, а 30 июня  «A Looking in View» появилась в продаже на платформах iTunes и Amazon. 7 июля полный видеоклип был размещён на сайте группы.
Дебютное исполнение «A Looking in View» состоялось 18 июля 2009 года на стадионе «Комерика-Парк» в Детройте, где Alice in Chains выступали в качестве специальных гостей на концерте Кид Рока.
«A Looking in View» впервые появилась в чартах Billboard Active Rock и Mainstream Rock 18 июля 2009 года. 22 августа песня достигла наивысшей позиции в чарте Mainstream Rock, заняв 12 место. Всего композиция провела в хит-параде 10 недель.

## Видеоклип
Персонажами видеоклипа на песню «A Looking in View» стали несколько человек, находящиеся в собственных комнатах. Молодой человек занимается монотонной работой по сборке сложного часового механизма, вспоминая об эпизодах из собственного детства. Девушка стоит у зеркала в ванной комнате, но видит в отражении себя не такой, какой является на самом деле. Пожилой религиозный мужчина испытывает похотливые желания. В конце видеоклипа каждый из них встаёт и открывает дверь из комнаты, в которой находится.
Видео снял Стивен Шустер. По словам режиссёра, группа стремилась создать короткометражный фильм, показав внутреннюю борьбу людей с собственными психологическими проблемами и то, как они могут обрести свободу.

## Критические отзывы
На сайте Blabbermouth отметили тяжёлые гитарные риффы Джерри Кантрелла и эпичный припев, сближающую композицию с классическим творчеством Alice in Chains. Схожего мнения придерживались обозреватели сайтов Drowned in Sound («настолько же хорошо, как и всё записанное до этого»), Consequence of Sound («эпичное семиминутное путешествие, методично заставляющее слушателя подчиниться»), а также в журнале Kerrang! («классический, мелодичный хук, который является наградой за терпение»). На новозеландском сайте Stuff песню сравнили с джем-сейшеном Stone Temple Pilots и Nirvana.

## Места в чартах
| Хит-парад (2009)                             | Наивысшая позиция |
| -------------------------------------------- | ----------------- |
| США (Billboard Mainstream Rock)              | 12                |
| США (Billboard Hot Rock & Alternative Songs) | 27                |
| США (Billboard Alternative Airplay)          | 38                |